# Serge Klarsfeld
Serge Klarsfeld (Bucarest, 17 settembre 1935) è un avvocato, scrittore e storico romeno, interessato alla causa dei deportati ebrei in Francia.

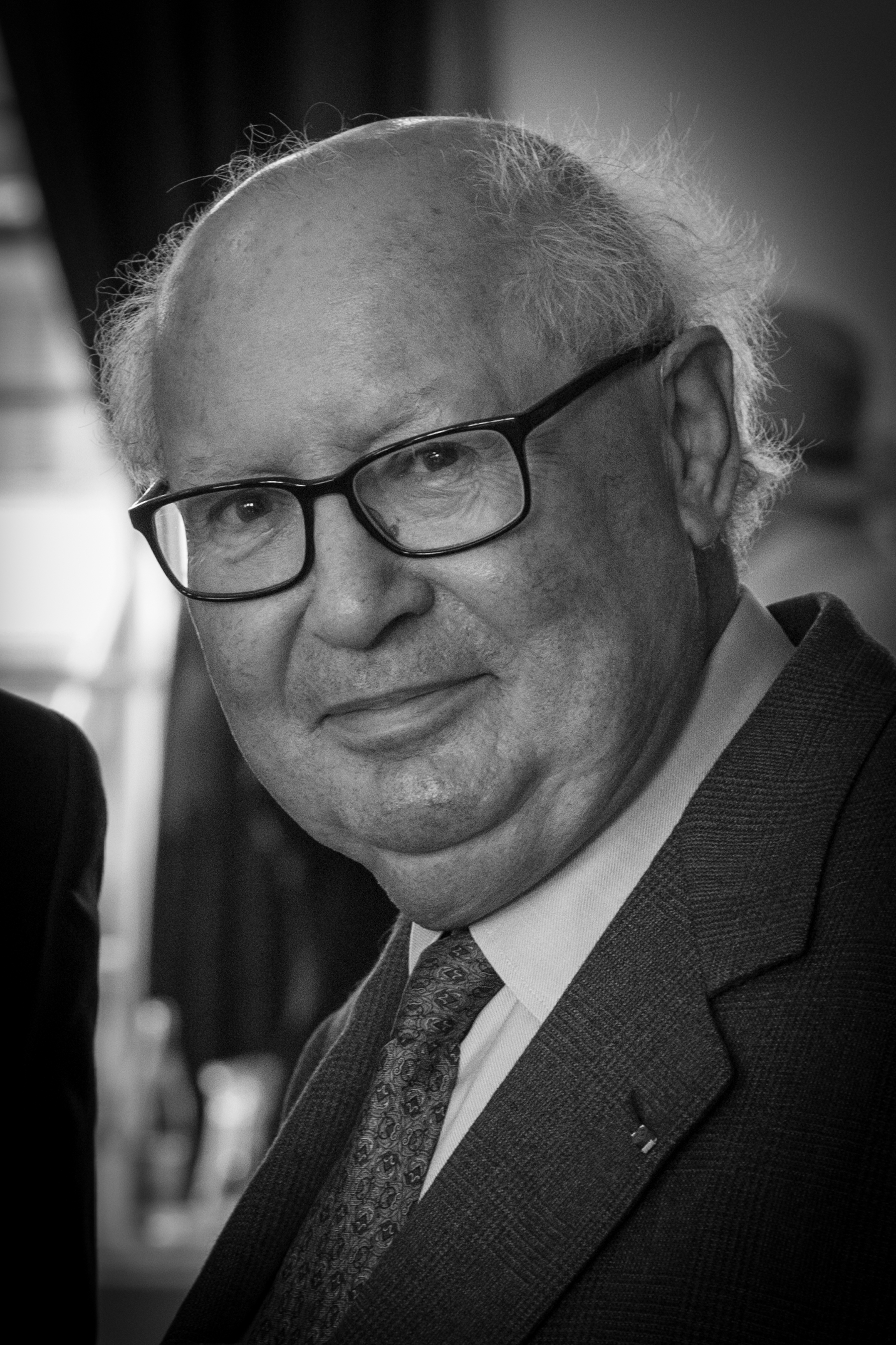
Serge Klarsfeld (2015)

Klarsfeld e sua moglie Beate (nata Beate Auguste Künzel, di nazionalità tedesca e figlia di un soldato tedesco), sposata nel 1963, hanno intrapreso come "cacciatori di nazisti" una serie d'indagini nei confronti di criminali nazisti scampati ai processi loro intentati nel dopoguerra. Sono riusciti a portare in tribunale il "boia di Lione" Klaus Barbie e a presentare importanti testimonianze nel processo contro il criminale nazista francese Papon.
Arno Klarsfeld (1965-), uno dei loro due figli, è un avvocato franco-israeliano che ha ricoperto importanti ruoli come collaboratore politico occasionale del presidente della repubblica francese Nicolas Sarkozy e come accusatore di passati e attuali criminali di guerra.

## Biografia

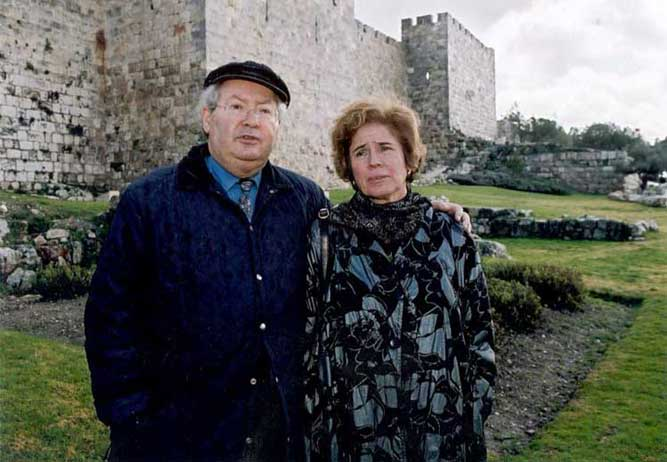
Serge e Beate Klarsfeld

Serge Klarsfeld, di religione ebraica, ancora bambino riuscì a sfuggire ad una retata della Gestapo a Nizza (1943) mentre suo padre sarà deportato e ucciso a Auschwitz. Si è laureato in Storia alla Sorbona e ha conseguito anche un diploma presso l'Istituto di studi politici di Parigi. Laureato in Lettere e Giurisprudenza esercita tuttora la professione di avvocato al foro parigino.
Sua moglie Beate Klarsfeld venne conosciuta dall'opinione pubblica europea per un clamoroso episodio riguardante il cancelliere della Germania occidentale Kurt Georg Kiesinger. Come ha confidato ad un giornalista, la stessa aveva scoperto che il cancelliere era stato iscritto al partito nazista e aveva lavorato per la propaganda presso il Ministero degli affari esteri dell'epoca. Approfittando di una riunione di partito con la partecipazione di Kiesinger era andata a Berlino e lo aveva schiaffeggiato. Ha raccontato Beate: «... ho gridato "Kiesinger, nazista, dimettiti". I media erano presenti. Simbolicamente io rappresentavo la giovane generazione che schiaffeggia il 'padre' nazista. Era un'azione spettacolare. Uno schiaffo non è una violenza. ma questo ha impressionato il popolo tedesco e ha mostrato che la gioventù tedesca rifiutava che un vecchio nazista occupasse dei posti importanti nel loro governo»
Serge Klarsfeld da parte sua non è stato da meno nell'impegnarsi nella caccia ai nazisti sopravvissuti e fuggiti, correndo rischi personali e gravi inconvenient come il suo arresto in Germania e in Siria quando tentava di ottenere l'estradizione di Alois Brunner, criminale di guerra nazista, assistente di Adolf Eichmann, che lo aveva definito il suo "uomo migliore". Si devono alla sua iniziativa e a quella di sua moglie i processi intentati in Francia contro Klaus Barbie, René Bousquet, Jean Leguay, Maurice Papon e Paul Touvier.
I due Klarsfeld il 9 luglio 1979 sono stati vittime di un tentativo di omicidio da parte dell'organizzazione nazista ODESSA (O.D.E.SS.A.: acr. ted. di Organisation Der Ehemaligen SS-Angehörigen, Organizzazione degli ex-membri delle SS), che aveva così tentato di fermare la loro caccia ai nazisti. In questo stesso anno Serge si è recato a Teheran per protestare contro l'esecuzione di ebrei libanesi. Ai coniugi Klarsfeld si deve anche la richiesta di dimissioni nel 1986 di Kurt Waldheim, presidente austriaco, ex-ufficiale della Wehrmacht durante la seconda guerra mondiale. Nel 1996 Serge ha condotto una campagna di stampa per la cattura e il processo ai criminali di guerra Radovan Karadžić e Ratko Mladić accusati di genocidio.
I Klarsfeld hanno fondato nel 1979 l'Association des fils et filles des déportés juifs de France (FFDJF) (Associazione dei figli e delle figlie dei deportati ebrei di Francia) che s'incarica di difendere i diritti dei discendenti dei deportati. Nel 1981 l'associazione ha inaugurato in Israele il Memoriale della deportazione degli ebrei francesi, un grande monumento che porta il nome, la data e il luogo di nascita delle 80.000 vittime francesi dello sterminio. Tutt'intorno sono stati piantati 80.000 alberi a ricordo.
I coniugi Klarsfeld hanno ottenuto il riconoscimento dei diritti dei figli dei deportati da un discorso del presidente francese Jacques Chirac del 16 luglio 1995 che ha riconosciuto la responsabilità della Francia per gli avvenimenti riguardanti gli ebrei nella seconda guerra mondiale e anche da un decreto governativo (2000-657 del 13 luglio 2000) che ha istituito una misura di risarcimento per gli orfani di genitori vittime delle persecuzioni antisemite. Serge Klarsfeld, che è anche vicepresidente della Fondation pour la Mémoire de la Shoah (Fondazione per la memoria della Shoah), in una recente intervista, a proposito delle polemiche seguite al proposito della decisione della Chiesa cattolica di istituire una causa di beatificazione riguardante papa Pio XII, messo in discussione per il non aperto intervento a favore degli ebrei durante la seconda guerra mondiale, ha dichiarato che a suo parere non c'è nessuna ragione che obietti alla santificazione del pontefice.

## Opere
- L'Album d'Auschwitz ISBN 2847610707
- Adieu les enfants (1942-1944) ISBN 2842059085
- L'étoile des Juifs ISBN 290924116-5
- En souvenir de Georgy : Lettres de la maison d'Izieu: 1935-1944 ISBN 0893819689
- La shoah en France, le calendrier des deportations (septembre 1942-aout 1944) :
  - Tome 1
  - Tome 2
  - Tome 3 ISBN 2213610517
  - Tome 4 ISBN 2213610525
- Vichy, Auschwitz ISBN 2213601836
- Spoliation camps de province ISBN 2110045582
- Destin à part. Seul déporté rescapé de la rafle de Clans du 25 octobre 1943 ISBN 2738434738
- La rafle de la rue sainte-catherine à lyon le 9 février 1943 ISBN B0000DWWTZ
- Les transferts de juifs du camp de Rivesaltes et de la région de Montpellier vers le centre de Drancy en vue de leur déportation, 10 août 1942, 1993

## Filmografia
- Nazi Hunter: The Beate Klarsfeld Story, 1986, (Il coraggio di non dimenticare), regia di Michael Lindsay-Hogg (USA, 1986)
- La Traque (téléfilm) : di Laurent Jaoui, 2008 (La caccia, regia di Laurent Jaoui (Francia, 2008)